# Sílvia Salgado
Sílvia Salgado (Fortaleza, 3 de maio de 1954) é uma atriz brasileira. Ficou conhecida no final da década de 1970, quando começou a participar de novelas, como O Astro, Plumas e Paetês e Ciranda de Pedra. Ela também protagonizou alguns filmes, como Meus Homens, Meus Amores e Por um Corpo de Mulher.

## Biografia
Nascida em Fortaleza, capital do estado do Ceará, mudou-se com sua família para São Paulo ainda bebê, com apenas dois meses. Aos 15 anos, foi morar em Santos, onde começou a fazer teatro amador.
Apesar de não ter grandes intenções de se profissionalizar como atriz, já que tinha se formado em psicologia, ela participou do programa de calouros Moacyr TV, apresentado por Moacyr Franco e Pepita Rodrigues, onde conheceu o diretor Herval Rossano, que a convidou para fazer uma participação na novela À Sombra dos Laranjais, exibida pela TV Globo.

## Carreira
Iniciou sua carreira na década de 1970, sendo revelada no concurso de novos talentos do programa Moacyr TV, apresentado por Moacyr Franco na Rede Globo, e de onde também saíram atrizes como Myrian Rios e Thaís de Andrade.
Recém chegada ao Rio de Janeiro para fazer participações em novelas, Sílvia procurou se especializar tendo aulas de teatro com a atriz Camila Amado. Graças ao curso, surgiu o convite para fazer o filme O Cortiço, lançando, assim, a atriz para outras oportunidades, como o teste para protagonizar a novela O Astro, da TV Globo, um grande sucesso. Depois, vieram outros trabalhos em novelas, minisséries, seriados e especiais, como Plumas e Paetês, Ciranda de Pedra, Deus Nos Acuda, Olho no Olho, Incidente em Antares, Anos Rebeldes, Você Decide, entre outras produções.
Participou de poucas telenovelas desde então, tendo preferido se dedicar à sua família. Apenas em 2004 voltou a participar de uma telenovela, com Senhora do Destino, que se seguiu nos anos seguintes às participações em Essas Mulheres da Rede Record em 2005 e em Páginas da Vida da Rede Globo em 2006.
No cinema nacional, Silvia atuou em filmes como Vidas Cruzadas, O Cinderelo Trapalhão e Os Três Mosqueteiros Trapalhões. Nos palcos, Sílvia esteve em diversas peças amadoras ainda em Santos, mas profissionalmente em dois infantis: Viveiros de Pássaros e Flicts.
Em novembro de 2017, assina com a RecordTV para fazer a novela Belaventura que estreiou em meados de maio ou junho de 2017 na emissora de Edir Macedo. Em 2021, integra o elenco da série Filhas de Eva, no Globoplay.

## Filmografia

### Televisão
| Ano     | Título                    | Personagem                             | Notas                               | Emissora              |
| ------- | ------------------------- | -------------------------------------- | ----------------------------------- | --------------------- |
| 1977    | À Sombra dos Laranjais    | Berenice                               |                                     | Rede Globo            |
| 1977    | O Astro                   | Joselina Mello Assumpção Hayala (Josi) |                                     | Rede Globo            |
| 1980    | Plumas e Paetês           | Melina Sampaio                         |                                     | Rede Globo            |
| 1980    | Chega Mais                | Virgínia                               |                                     | Rede Globo            |
| 1981    | Ciranda de Pedra          | Bruna Prado                            |                                     | Rede Globo            |
| 1986    | Mania de Querer           | Júlia                                  |                                     | Rede Manchete         |
| 1986    | Novo Amor                 | Marcília                               |                                     | Rede Manchete         |
| 1992    | Anos Rebeldes             | Solange                                |                                     | Rede Globo            |
| 1992    | Deus Nos Acuda            | Diretora Isabel                        |                                     | Rede Globo            |
| 1993    | Você Decide               | Marta                                  | Episódio: "O Filho da Outra"        | Rede Globo            |
| 1994    | Incidente em Antares      | Cecilinha Campolargo                   |                                     | Rede Globo            |
| 1996    | Você Decide               | —                                      | Episódio: "Pai de Aluguel"          | Rede Globo            |
| 1996    | Você Decide               | Joana                                  | Episódio: "O Professor"             | Rede Globo            |
| 1996    | Você Decide               | —                                      | Episódio: "Não Se Esqueça de Mim"   | Rede Globo            |
| 1997    | Você Decide               | Suzana                                 | Episódio: "Quando Eles Amam"        | Rede Globo            |
| 1997    | Canoa do Bagre            | Luiza                                  |                                     | RecordTV              |
| 1999    | Você Decide               | —                                      | Episódio: "Robin Hood Aposentado"   | Rede Globo            |
| 2004    | Senhora do Destino        | Aretuza Brandão                        |                                     | Rede Globo            |
| 2005    | Essas Mulheres            | Emília Lemos Camargo                   |                                     | RecordTV              |
| 2006    | Páginas da Vida           | Verônica Toledo Matos                  |                                     | Rede Globo            |
| 2007–09 | Malhação                  | Daisy Lininirro Bergantin              |                                     | Rede Globo            |
| 2010    | Ribeirão do Tempo         | Patrícia Rocha                         |                                     | RecordTV              |
| 2012    | Fora de Controle          | Serena Espínola                        | Episódio: "24 de maio de 2012"      | RecordTV              |
| 2013    | Milagres de Jesus         | Micaela                                | Episódio: "Milagres à Beira do Mar" | RecordTV              |
| 2013    | Joia Rara                 | Pilar Duarte                           |                                     | Rede Globo            |
| 2014    | Conselho Tutelar          | Zélia                                  | Episódio: "Reparos"                 | RecordTV              |
| 2014    | Se Eu Fosse Você          | Clara                                  |                                     | Fox Brasil            |
| 2017    | Os Homens São de Marte... | Marta                                  | Episódio: "Tudo Novo de Novo"       | GNT                   |
| 2017    | Belaventura               | Elia Delgado                           |                                     | RecordTV              |
| 2019    | Homens?                   | Mãe de Gustavo                         | Episódio: "Só a Cabecinha pra Fora" | Comedy Central Brasil |
| 2021    | Filhas de Eva             | Leonora Sampaio                        |                                     | Globoplay             |
| 2023    | Todo Dia a Mesma Noite    | Mariza Diniz                           | Episódio: "A Culpa"                 | Netflix               |

### Cinema
| Ano  | Título                           | Personagem                    |
| ---- | -------------------------------- | ----------------------------- |
| 1978 | Meus Homens, Meus Amores         | Ana                           |
| 1978 | O Cortiço                        | Pombinha                      |
| 1979 | O Cinderelo Trapalhão            | Ivete Dourado                 |
| 1979 | Por um Corpo de Mulher           | Mônica                        |
| 1979 | Sábado Alucinante                | Diana                         |
| 1980 | Os Rapazes da Difícil Vida Fácil | Carla                         |
| 1980 | Os Três Mosqueteiros Trapalhões  | Fernanda Rocha Cerqueira Lima |
| 1981 | A Mulher Sensual                 | —                             |
| 2010 | Dores e Amores                   | —                             |

## Teatro
- 1981 - Viveiros de Pássaros
- 1988 - Flicts
- 2021 - Além da Vida, transmitido via internet.